# NGC 5365A
NGC 5365A је спирална галаксија у сазвежђу Кентаур која се налази на NGC листи објеката дубоког неба.
Деклинација објекта је - 44° 0' 34" а ректасцензија 13h 56m 39,4s. Привидна величина (магнитуда) објекта NGC 5365 износи 12,8 а фотографска магнитуда 13,6. NGC 5365A је још познат и под ознакама ESO 271-6, MCG -7-29-1, PGC 49593, IRAS 13535-4345, PGC 49586.